# 西基爾 (紐約州)
西基爾（英語：West Kill）是位於美國紐約州格林縣的普查規定居民點。

## 人口
根據2020年美國人口普查的數據，西基爾的面積為3.18平方千米，皆為陸地。當地共有人口121人，而人口密度為每平方千米38.05人。